# César Alexander González
César González (Caracas, Venezuela, 21 de junio de 1990) es un exfutbolista venezolano que actualmente se encuentra prófugo de la justicia.

## Biografía
Se inició en las categorías inferiores del Villarreal B de España; luego regresó a Venezuela a filas del Deportivo Táchira.
Logró renovar hasta 2016, pero un acuerdo con el ACD Lara lo desvinculaba del Caracas FC. Todo estaba listo para que César se trasladara a unos cientos de kilómetros al oeste del país para hacer vida en el recinto de Cabudare. El dinero había sido pagado y tenía un apartamento listo para habitar. González pese a tener un contrato firmado con el ACD Lara, nunca llegó ni entrenó con ellos, tampoco lo hizo en Caracas. El equipo capitalino donde militaba tuvo que devolverle el dinero al ACD Lara. La transacción no había prosperado.
González González, quien jugó para el Caracas FC, Deportivo La Guaira, Zamora FC y Deportivo Táchira, es solicitado por robo de vehículo.
El "Mágico" González tuvo su primera y única presentación con Venezuela el 17 de marzo de 2011, en un compromiso amistoso (derrota por 4-1) ante Argentina en el Estadio San Juan del Bicentenario.

## Selección nacional
Ha jugado con las categorías menores de la selección Sub-17 y Sub-20. Su debut en la selección absoluta lo hizo en Fort Lauderdale (Florida, Estados Unidos) frente a Honduras, partido que culminó 1-1.
En 2009 fue adquirido por el Villarreal C. F. para jugar inicialmente en su filial. Sin embargo, por motivos de permiso de trabajo el jugador no llegó a debutar y fue cedido a préstamo.